# التوانی (فلسطین)
التوانی (به لاتین: At-Tuwani) یک روستا در دولت فلسطین است که در استان الخلیل واقع شده‌است. التوانی ۳۲۶ نفر جمعیت دارد.